# Wernberg
Wernberg è un comune austriaco di 5 587 abitanti nel distretto di Villach-Land, in Carinzia. Nel 1865 ha inglobato la frazione di Umberg.

## Geografia antropica

### Suddivisioni amministrative
Il territorio comprende 23 località (tra parentesi il nome in sloveno):
- Damtschach (Domačale) (278)
- Dragnitz (Dragniče) (69)
- Duel (Dolje) (207)
- Föderlach I (Podravlje) (1021)
- Föderlach II (Podravlje) (63)
- Goritschach (Goriče) (398)
- Gottestal (Skočidol) (188)
- Kaltschach (Hovče) (501)
- Kantnig (Konatiče) (64)
- Kletschach (Kleče) (39)
- Krottendorf (Kročja vas) (130)
- Lichtpold (Lihpolje) (229)
- Neudorf (Nova vas) (285)
- Ragain (Draganje) (153)
- Sand (Pešče) (102)
- Schleben (Šleben) (38)
- Stallhofen (Štavf) (234)
- Sternberg (Strmec) (79)
- Terlach (Trnovlje) (188)
- Trabenig (Trabenče) (255)
- Umberg (Umbar) (351)
- Wernberg (Vernberk) (642)
- Wudmath (Vudmat) (66)
- Zettin (Cetinje) (33)

## Monumenti e luoghi d'interesse
- Castello di Wernberg